# Massif de Perdiguère
Le massif de Perdiguère, ou massif du Luchonnais, est un massif de montagnes de la chaîne des Pyrénées, dans les départements de la Haute-Garonne et des Hautes-Pyrénées en région Occitanie côté France, et dans la province de Huesca dans la communauté autonome d'Aragon côté Espagne. Il se situe sur la frontière entre la France et l'Espagne, ainsi que la ligne de partage des eaux entre le bassin de la Garonne, qui se déverse dans l'Atlantique côté nord, et le bassin de l'Èbre, qui coule vers la Méditerranée côté sud.
Il mesure 19 km de long pour 15,5 km de large, et culmine au pic Perdiguère à 3 222 mètres. C'est le 5e plus haut massif de toute la chaîne des Pyrénées après ceux de la Maladeta (3 404 m), des Posets (3 375 m), du Mont-Perdu (3 348 m), et du Vignemale (3 298 m). Géologiquement parlant, à cause de la nature plutonique de ses roches et de sa position centrale dans la chaîne, le massif de Perdiguère fait partie de la zone axiale des Pyrénées.

## Toponymie
Le nom des montagnes, des lacs et autres terrains, a souvent des origines locales :
- les cours d'eau se nomment souvent Neste dans la région ;
- le cirque des Crabioules vient de Crabioules en occitan gascon et signifie « petites chèvres, territoire à isards »[5] ;
- les lacs des Gourgs Blancs viennent de Gourg, gorga en occitan, qui prend le sens de « profond »[6], et de Blanques qui veut dire « blanches » à cause de la couleur laiteuse des lacs[7] ;
- le lac d'Oô, d'abord appelé lac de Séculéjo jusqu'au XIXe siècle[8], vient de l'occitan gascon iu ou èu qui signifie « lac de haute montagne »[9].

Les montagnes, elles, peuvent porter deux appellations différentes en fonction des habitants de chaque versant, comme le pic de Clarabide qui se nomme aussi Pouchergues.
Le pyrénéisme, au XIXe siècle, apporte des noms officiels à tout ce qui se différencie un tant soit peu sur une crête. Apparaissent alors de nombreux noms aux sommets de plus de 3 000 m d'altitude, hauteur symbolique dans les Pyrénées. Ces sommets devinrent les « pics de », comme :
- le pic de Campbieil pour désigner le pic qui dominait le pâturage de Campbieil ;
- le pic des Crabioules pour les pâturages des Crabioules en contrebas ;
- le pic des Gourgs-Blancs pour les lacs situés en contrebas versant français ;
- le pic des Spijeoles pour les cours d'eau sur son flanc est, en occitan gascon eths picholes ou es pitcholes, qui signifie « les petites rigoles ».

Certains sommets furent nommés en hommage à des pyrénéistes de cette époque :
- le pic Belloc rend hommage à Émile Belloc (1841-1914) ;
- le pic Lézat, auparavant nommé pic Intermédiaire ou pic du Passage, fut renommé en référence à Toussaint Lézat qui réalisa sa première ascension en 1852 ;
- le pic du Portillon d'Oô fut renommée pic Jean Arlaud en hommage à Jean Arlaud, mort dans le massif en 1938 ;
- les pics voisins de Rabadá et de Navarro ont été nommés en hommage aux pyrénéistes et alpinistes espagnols, tous deux compagnons de cordée, Alberto Rabadá et Ernesto Navarro.

## Géographie

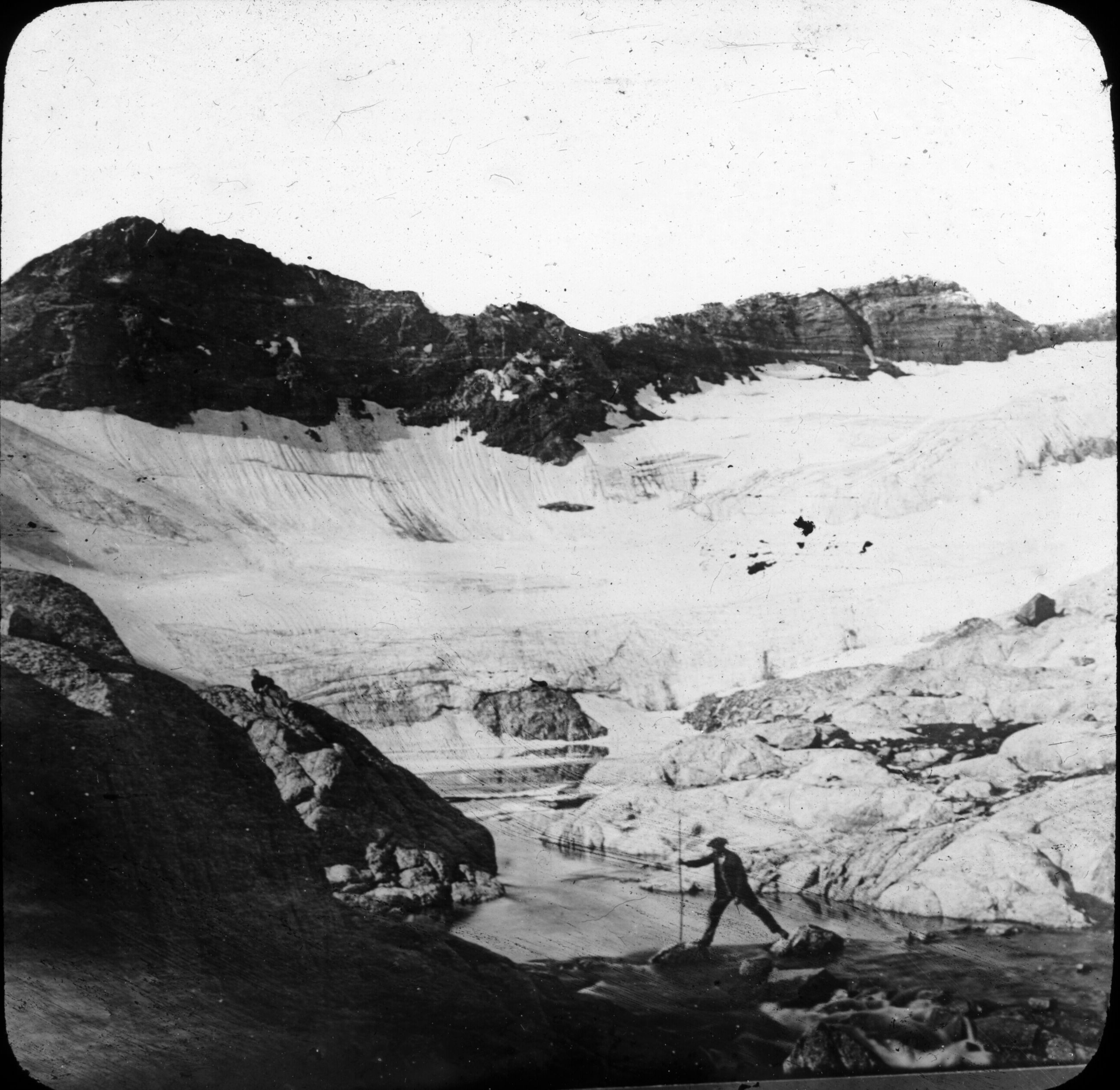
Glacier dit Seil de la Baque descendant sur le lac du Portillon d'Oô, vers 1895. Crête des sommets de la frontière franco-espagnole : à gauche le pic du Portillon d'Oô, au centre le petit pic du Portillon, et à droite le pic du Seil de la Baque.

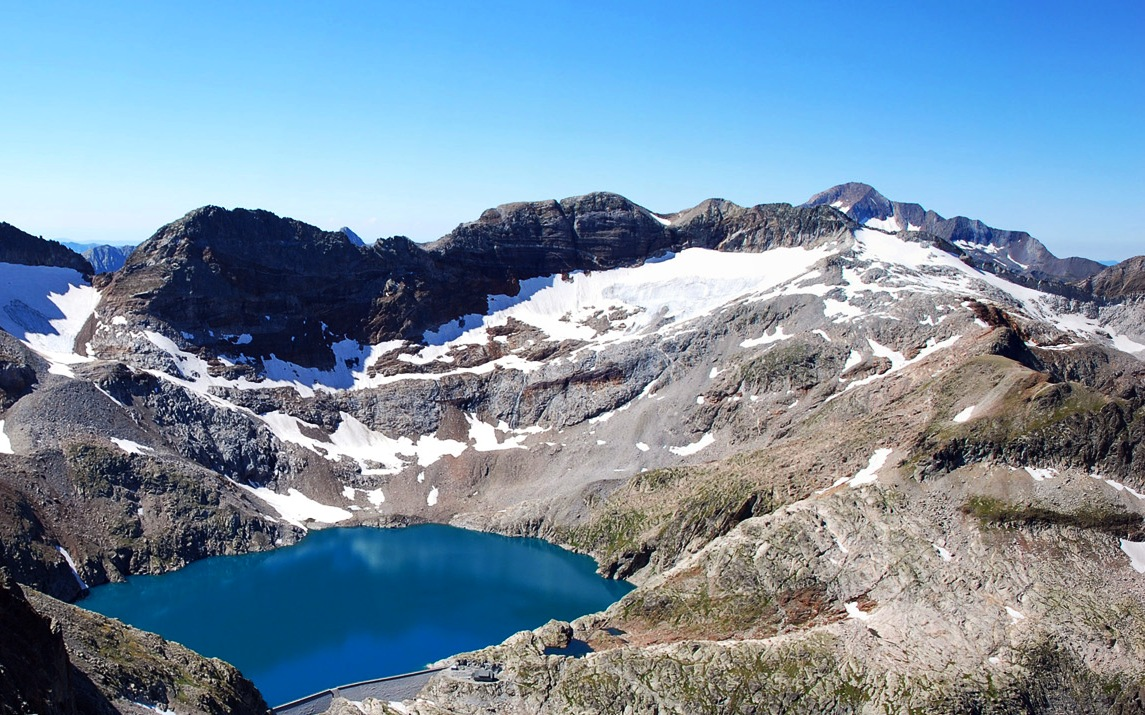
Même endroit en 2008, le Seil de la Baque a presque disparu.

Le massif est situé sur la ligne de crête des plus hauts sommets pyrénéens, constituant la ligne de partage des eaux entre les deux versants de la chaîne. La frontière entre l'Espagne et la France a été établie sur cette ligne naturelle, et le massif est situé en partie sur la municipalité espagnole de Benasque à l'extrême nord de la province de Huesca, et sur les communes françaises de Loudenvielle, dans les Hautes-Pyrénées, et d'Oô, près de Bagnères-de-Luchon dans le Comminges à l'extrême sud du département de la Haute-Garonne.
| Vallée du Louron                    | Vallée du Larboust (Col de Peyresourde) | Vallée de Luchon                         |
| Massif de Batchimale                | massif de Perdiguère                    | Massif de la Maladeta                    |
| Vallée de Gistain Massif des Posets | Vallée d'Estós Massif des Posets        | Vallée de Bénasque Massif de la Maladeta |

Le massif est beaucoup plus étendu côté français que côté espagnol. En effet, côté espagnol, le massif descend directement depuis la ligne de crêtes pour former les versants de la vallée d'Estós et de la haute vallée de Bénasque, sauf dans une zone triangulaire prise en ces deux vallées, où l'on trouve des sommets purement en territoire espagnol. Côté français, le massif s'étend sur plus de 10 km au nord, et on compte de nombreux lacs dans d'anciens cirques glaciaires, comme le cirque des Crabioules, ainsi que des glaciers, comme le Seil de la Baque, près des hautes crêtes. Tous ces reliefs sont de taille modeste et représentent les restes de la dernière période glaciaire dans les Pyrénées (voir les glaciers des Pyrénées).
Le Pico de la Madera, juste à l'ouest des pics de Clarabide, marque la limite occidentale du massif, au-delà commence le massif de Batchimale. En effet, à la déclivité du relief s'ajoute une césure géologique où l'on passe de roches plutoniques à sédimentaires. Côté est, la ligne de crêtes frontalière descend doucement et rejoint le petit massif de Vénasque qui est en fait l'antenne nord-est du massif de la Maladeta.

### Principaux sommets

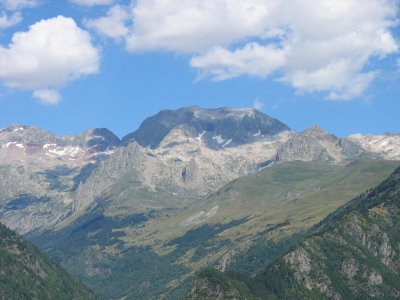
Pic Perdiguère (3222 m), point culminant, vu du sud.

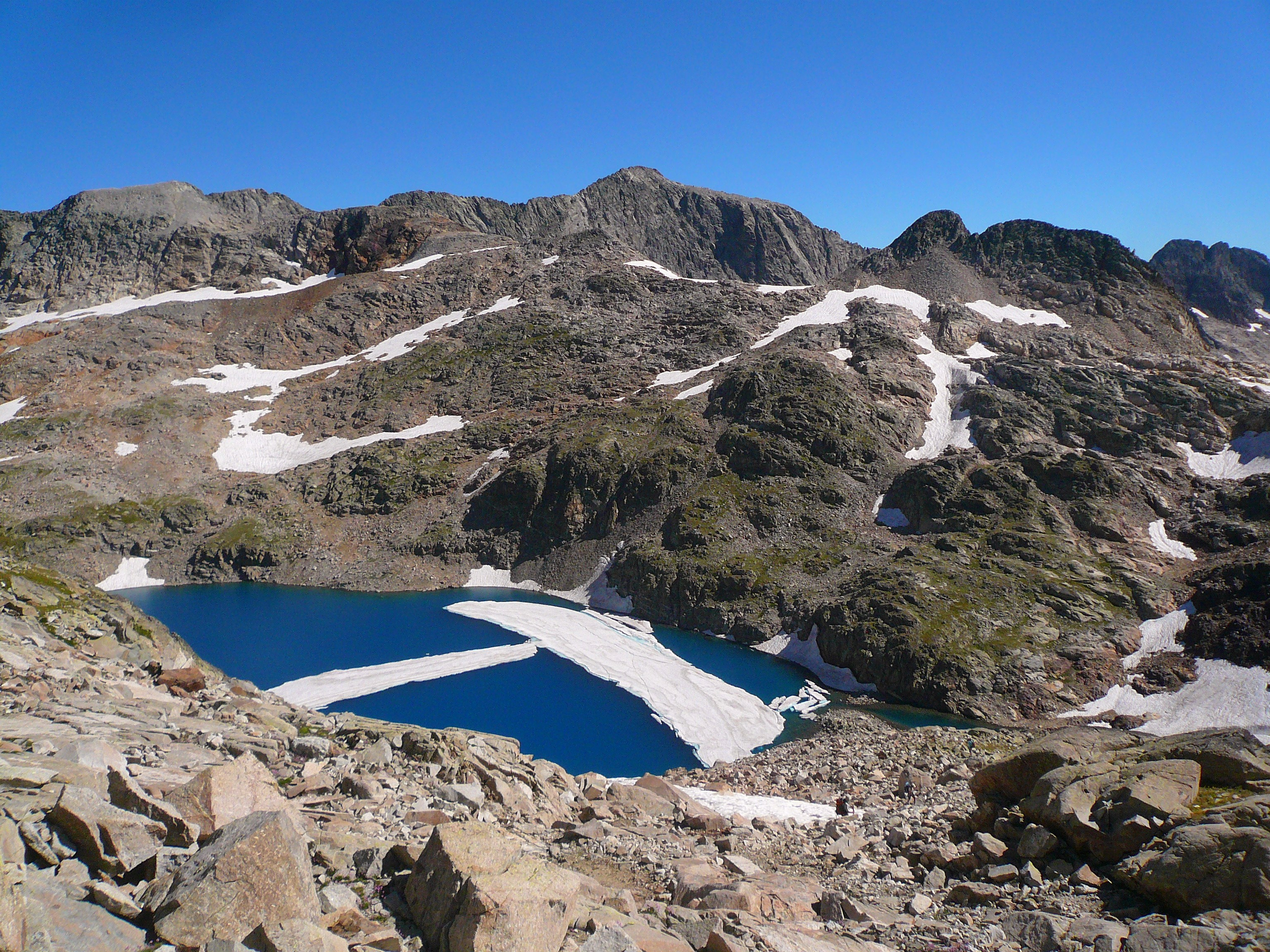
Le massif côté espagnol : lac de Literole avec, en fond au centre, le pic de Maupas ; vers la gauche en fond, le pic Navarro (3043 m) puis le pic Rabadá (3045 m).

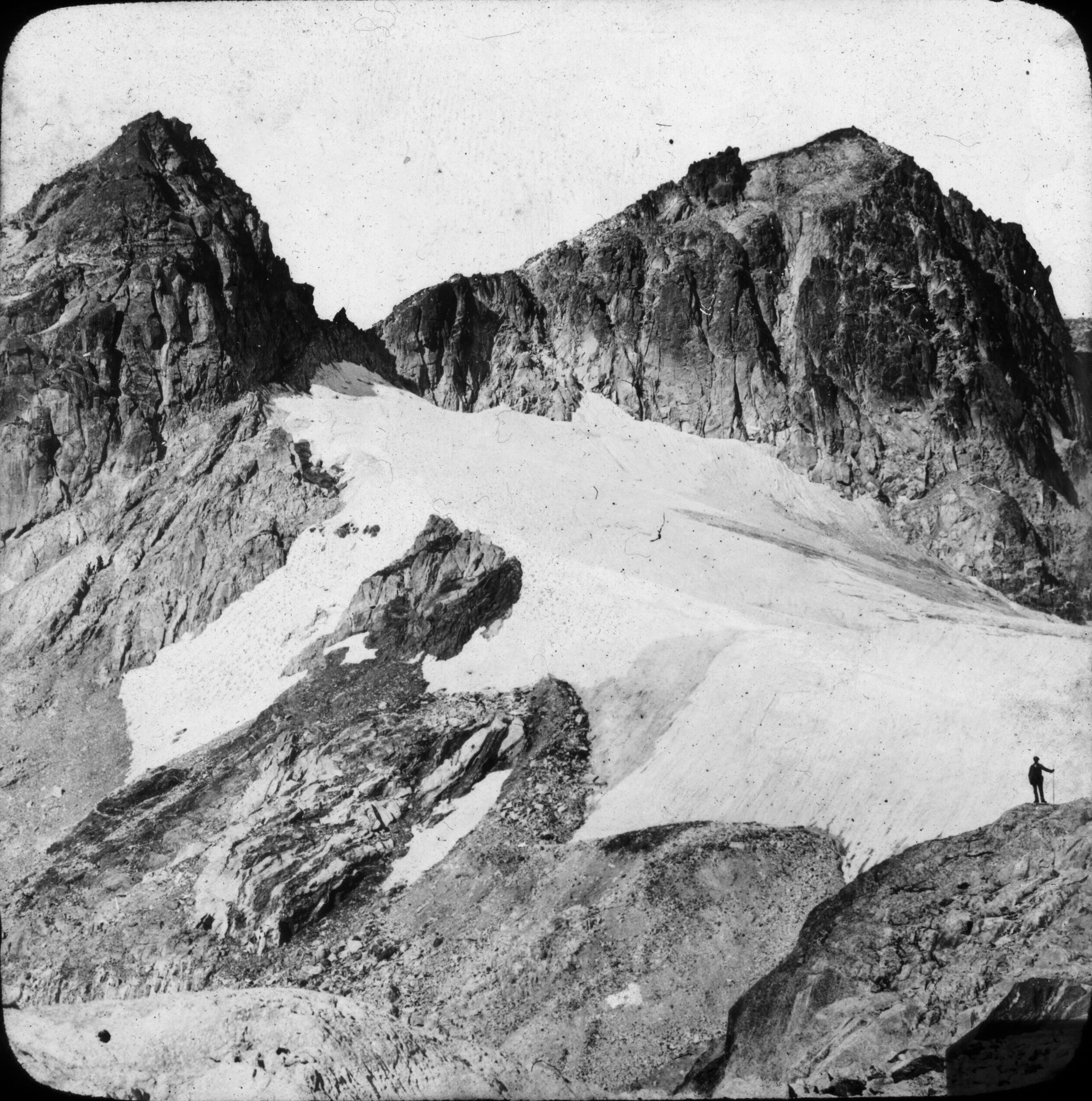
Glacier des Gourgs-Blancs, ou du Port d'Oô, vers 1895.

| Sommet                  | Altitude (mètres) |
| ----------------------- | ----------------- |
| Pic Perdiguère          | 3 222             |
| Pointe de Literole      | 3 132             |
| Pic des Gourgs-Blancs   | 3 129             |
| Pic de Royo             | 3 121             |
| Pic des Crabioules      | 3 116             |
| Cap du Seil de la Baque | 3 110             |
| Pic de Maupas           | 3 109             |
| Pic Lézat               | 3 107             |
| Pic du Seil de la Baque | 3 071             |
| Pic des Spijeoles       | 3 065             |
| Grand Quayrat           | 3 060             |
| Pic du Portillon d'Oô   | 3 050             |
| Pic Rabadá              | 3 045             |
| Pic Navarro             | 3 043             |
| Pic Camboue             | 3 043             |
| Pics de Clarabide       | 3 020             |
| Pic Belloc              | 3 008             |
| Pic de Boum             | 3 006             |
| Pic Saint-Saud          | 3 003             |
| Pic de Hourgade         | 2 964             |
| Pic des isclots         | 2 922             |

### Géologie

#### Pétrologie
Dans la zone élevée du massif, les strates géologiques de surface sont composées de roches plutoniques de type granitoïde (granodiorite, diorite à inclusion de quartz) formées au cours du Paléozoïque,. Cette zone a une forme grossièrement ovale dont le centre serait le lac du Portillon, la limite ouest le refuge de la Soula, la limite nord le lac d'Espingo, la limite est la vallée de l'Esera ou haute vallée de Bénasque, et la bordure sud la vallée d'Estós. Cette zone regroupe tous les hauts sommets de plus de 3 000 m, des pics de Clarabide à l'ouest au pic de Maupas à l'est, et forme pour les géologues le massif du Lis-Caillauas.
Au nord de cette zone s'étend une bande longitudinale de roches métamorphiques, qui part de la limite ouest du massif au niveau du lieu-dit Pont du Prat sur la commune de Loudenvielle (haute vallée du Louron), passe par le lac d'Oô puis le cirque des Crabioules et la vallée du Lis, jusqu'au massif de Vénasque et le val d'Aran en Espagne.
Enfin, dans la zone la plus septentrionale et de plus basses montagnes, au niveau des stations de ski de Peyragudes et Superbagnères, les roches sont de nature sédimentaire.

#### Orogenèse
Du Cambrien au Carbonifère, de −540 à −300 Ma, des couches sédimentaires se forment, alternance de dépôts détritiques ou plus fins comme des ampélites au Silurien ou des calcaires au Dévonien. Puis au Permien, entre −300 et −250 Ma, le cycle varisque est à l'origine des roches métamorphiques et plutoniques décrites plus haut et qui se forment alors en profondeur. L'abrasion de la chaîne varisque ne laisse pas de sédiments sur zone au cours du Mésozoïque, de −250 à −66 Ma.
Au Paléogène, de −66 à −23 Ma, la remontée vers le nord de la plaque africaine entraîne avec elle la plaque ibérique. Celle-ci, coincée entre la plaque africaine au sud et la plaque européenne au nord, va entrer en collision avec elles, formant la cordillère Bétique au sud et la chaîne des Pyrénées au nord. Au niveau de la zone du massif de Perdiguère, les roches sont alors progressivement comprimées et remontées en altitude entre −53 et −33 Ma durant l'Éocène.
Puis durant la phase de refroidissement des glaciations quaternaires, à partir de −3 Ma, l'érosion glaciaire enlève les roches sédimentaires des zones de plus haute altitude : le paléo-glacier dit du Louron occupait toute la ligne de crête et faisait plusieurs kilomètres de long en longitude, ce qui a laissé à nu les roches plutoniques et métamorphiques actuelles plus dures. Une partie du glacier s'épanchait vers l'ouest, engendrant la haute vallée du Louron au niveau de la Neste du Louron, tandis qu'une autre partie s'épanchait vers l'est, engendrant le cirque des Crabioules et la vallée du Lis. Encore plus à l'est, à la limite du massif, il rejoignait un autre glacier beaucoup plus long, qui engendrait la vallée de la Pique et la vallée de Luchon (les moraines des stades principaux de stationnement n'apparaissent que loin vers l'aval).
Enfin, avec le réchauffement de l'Holocène, il y a −10 000 ans, la débâcle des grands glaciers laisse place au paysage actuel : là où affleure le socle rocheux, fait de roches métamorphiques et plutoniques, apparaît la multitude des lacs d'origine glaciaire ; tandis qu'au nord la Neste d'Oô continue de creuser le val d'Astou entre le lac d'Oô et la commune d'Oô, séparant en deux les massifs sédimentaires de Peyragudes et de Superbagnères.

### Climat
Le réchauffement climatique a un impact direct sur les 7 glaciers que comptait le massif, tous répartis sur le versant nord de la ligne de crête de Perdiguère. Le glacier des Gourgs-Blancs a déjà disparu, le Seil de la Baque a reculé d'environ 800 mètres en 150 ans, remonté de 250 mètres de dénivelé et perdu environ 90 % de sa surface.

### Faune et flore

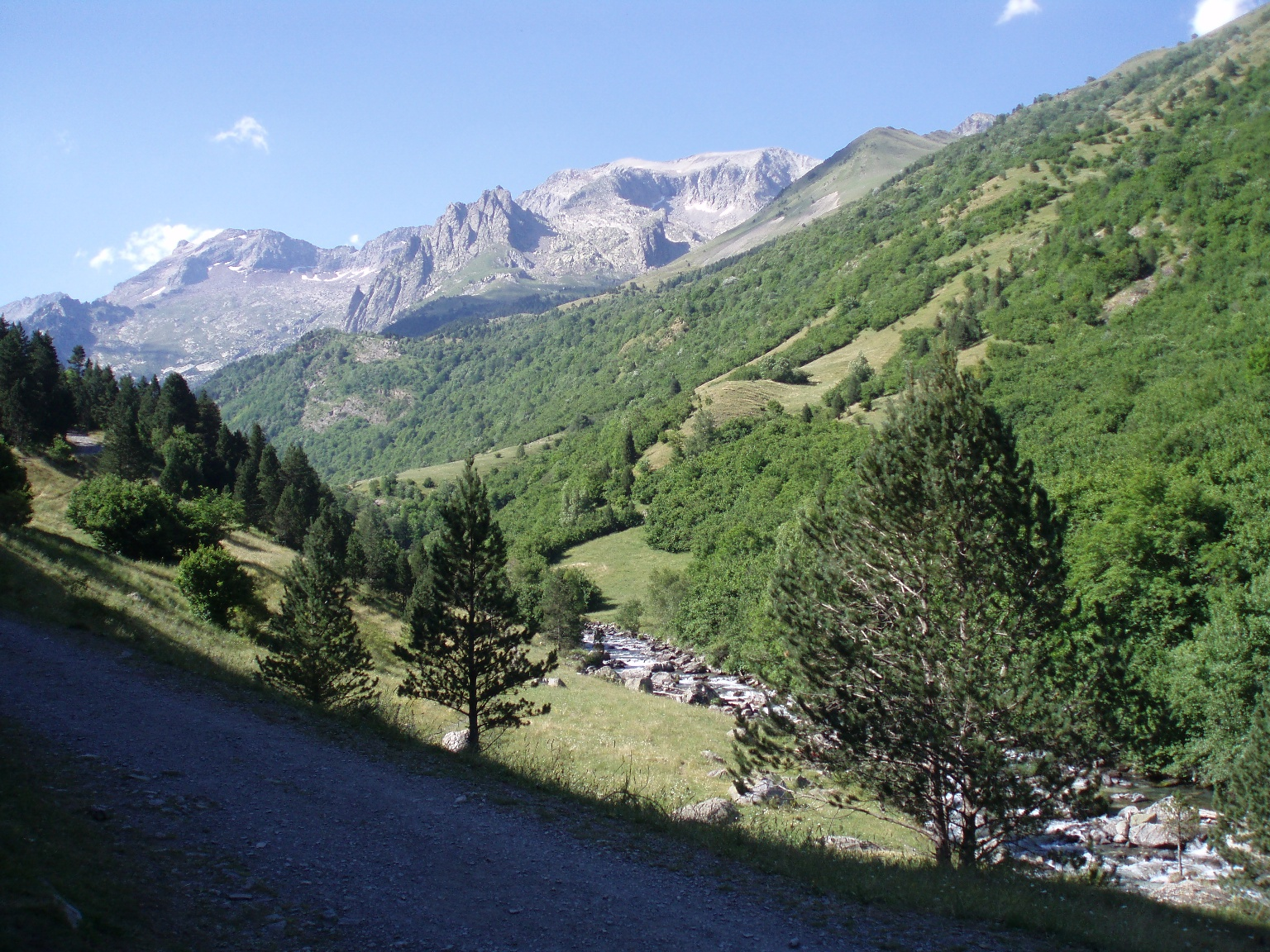
La vallée d'Estós avec forêt de pins et le massif de Perdiguère au fond.

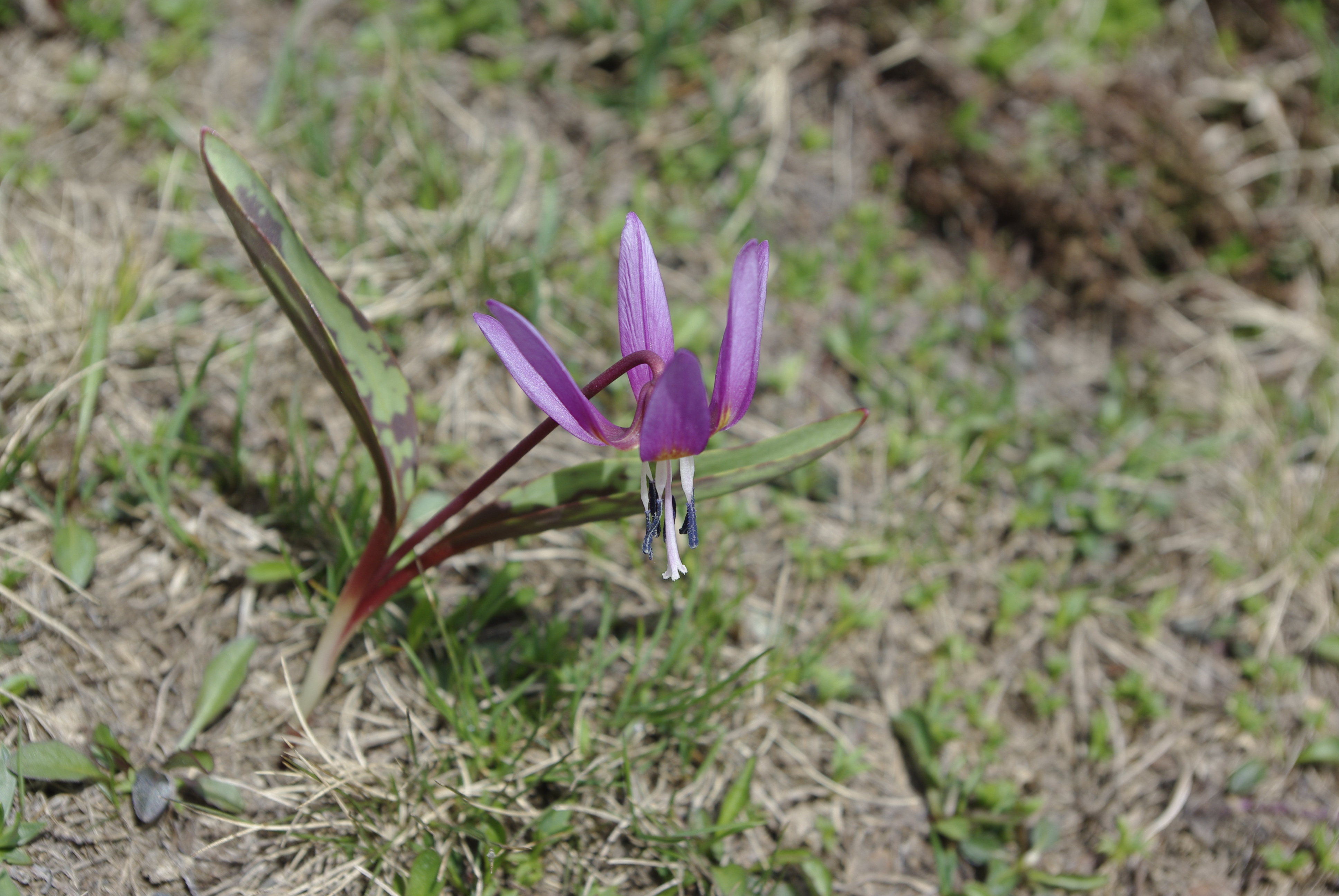
Dent de chien dans la vallée de Bénasque.

#### Flore
La zone du massif compte plus de 190 espèces végétales recensées, dont plusieurs endémiques des Pyrénées.
- Arbres et arbustes : à l'étage montagnard on trouve des arbres à feuilles caduques comme le hêtre commun (Fagus sylvatica) et le peuplier faux-tremble (Populus tremuloides), le bouleau, le saule, l'érable et le noisetier, de nombreux conifères typiques des Pyrénées comme le pin sylvestre (Pinus sylvestris) et le sapin commun (Abies alba), et des arbustes comme le buis, le genévrier et le rhododendron. En plus haute altitude, à l'étage subalpin, le pin sylvestre cède la place au pin à crochets (Pinus uncinata) et au pin noir (Pinus nigra).
- Herbacées[13],[14] : la Dent de chien (Erythronium dens-canis), identifiée dans la vallée d'Estós, le Cochléaire des Pyrénées (Cochlearia pyrenaica), la Linaigrette de Scheuchzer (Eriophorum scheuchzeri), au niveau des ruisseaux du val d'Arrouge au-dessus du lac d'Espingo, la Grassette des Alpes (Pinguicula alpina), la Renoncule des glaciers (Ranunculus glacialis), la Petite Astrance (Astrantia minor), l'Épilobe des Alpes (Epilobium alpestre), l'Alsine à feuilles de Céraiste (Minuartia cerastiifolia), endémique, et des Saxifrage comme la Saxifrage intermédiaire (Saxifraga media), la Saxifrage d'Irat (Saxifraga pubescens subsp. iratina).
- Autres plantes à fleurs[13],[14] : des orchidées comme la Racine de corail (Corallorhiza trifida) et l'Épipogon sans feuilles (Epipogium aphyllum) ; des androsaces comme l'Androsace des Pyrénées (Androsace pyrenaica), endémique, l'Androsace de Vandelli (Androsace vandellii), l'Androsace ciliée (Androsace ciliata), l'Andromède bleue (Phyllodoce caerulea), la Swertie pérenne (Swertia perennis), le Pigamon fétide (Thalictrum foetidum) et la Véronique nummulaire (Veronica nummularia), endémique.
- Fougères et mousses[13],[14] : des fougères comme le Polystique de Braun (Polystichum braunii), dans la forêt domaniale de Bagnères-de-Luchon sur le versant est du massif, et la Woodsie des Alpes (Woodsia alpina) ; des mousses comme la Buxbaumie verte (Buxbaumia viridis) et la Scopelophila ligulata ; enfin le lichen rare Degelia atlantica.

### Faune

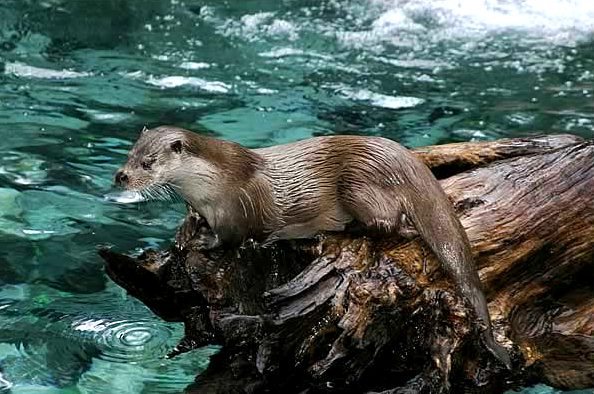
Loutre des Pyrénées.

On rencontre les animaux présents dans les écosystèmes de haute montagne pyrénéenne, dont une importante population d'isards et de chevreuils, ainsi que des oiseaux représentatifs comme le Grand Tétras ou la perdrix des neiges. Le massif compte plusieurs espèces endémiques des Pyrénées comme l'Euprocte des Pyrénées (Calotriton asper), le Lézard des Pyrénées (Iberolacerta bonnali), le Desman des Pyrénées (Galemys pyrenaicus) et 5 espèces de criquets ou sauterelles (voir la section des insectes),.
- Mammifères[13],[14] : présence d'animaux communs comme le sanglier, le chevreuil et la marmotte, facile à détecter grâce à ses sifflements aigus, et des espèces plus spécifiques comme l'isard (Rupicapra pyrenaica), le Desman des Pyrénées (Galemys pyrenaicus), endémique, et la Loutre d'Europe (Lutra lutra), tous deux présents à l'est du massif sur les versants de la vallée de la Pique. Les chauve-souris sont présentes avec le Minioptère de Schreibers (Miniopterus schreibersii) et le Petit Rhinolophe (Rhinolophus hipposideros).
- Oiseaux[13],[14] : la Perdrix des neiges (Lagopus muta), présent à l'étage alpin et nival jusqu'au niveau des crêtes, le Grand Tétras ou Grand coq de bruyère (Tetrao urogallus), la Perdrix grise des Pyrénées (Perdix perdix hispaniensis), sous-espèce endémique des Pyrénées, l'Aigle royal (Aquila chrysaetos), le Faucon pèlerin (Falco peregrinus), le Circaète Jean-le-Blanc (Circaetus gallicus), la Chouette de Tengmalm (Aegolius funereus), le Hibou grand-duc (Bubo bubo) dans les forêts de l'étage montagnard et le Pic à dos blanc (Dendrocopos leucotos).
- Insectes[13],[14] : les coléoptères comme Abdera flexuosa, Bolitophagus reticulatus, Dirhagus pygmaeus, Mycetoma suturale, Tetratoma ancora et Triplax aenea ; les papillons ou lépidoptères avec le Nacré subalpin (Boloria pales), observé dans le val d'Arrouge au-dessus du lac d'Espingo, le Damier de la succise (Euphydryas aurinia), la Gorgone (Lasiommata petropolitana), l'Apollon (Parnassius apollo), la Grande coronide (Satyrus ferula) et l'Azuré du serpolet (Phengaris arion). Parmi les criquets ou sauterelles (orthoptères), on a recensé les 5 espèces endémiques suivantes : la Decticelle des Pyrénées (Metrioptera buyssoni), le Gomphocère pyrénéen (Gomphoceridius brevipennis), la Miramelle des Pyrénées (Cophopodisma pyrenaica), le Criquet de Saulcy (Chorthippus binotatus saulcyi moralesi) et l'Éphippigère gasconne (Platystolus monticolus).

## Histoire

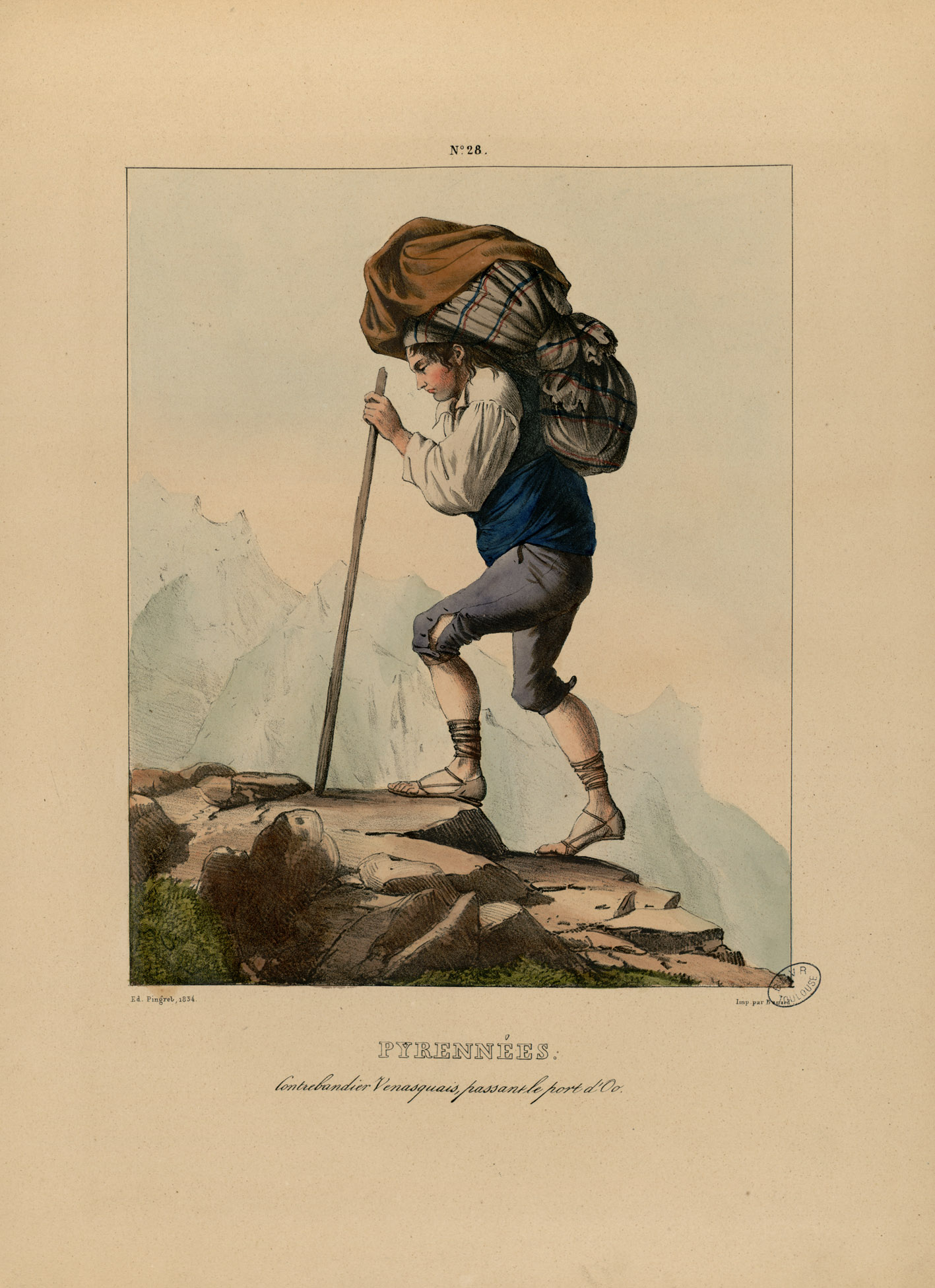
Contrebandier passant le port d'Oô à l'est du pic des Gourgs-Blancs. Lithographie par Édouard Pingret, 1834.

Des dépôts datant de l'âge du bronze ont été retrouvés au col de Peyresourde et dans toute la région. Des restes d'occupations datant de l'âge du fer ont été repérés dans les zones de haut pâturages, probablement liés à des activités agro-pastorales ou minières.
La commune de Bagnères-de-Luchon, au pied du massif, est attestée depuis l'Antiquité romaine ; quant à la commune d'Oô elle existe au moins depuis le Moyen Âge. Traditionnellement, les zones herbeuses au niveau des lacs et moyenne montagnes sont des pâtures pour les moutons des habitants du Luchonnais et du Louron. La zone des hautes crêtes était traversée par les contrebandiers, sorte de commerçants qui vendaient des produits d'une vallée à l'autre.
La première ascension du plus haut sommet, le pic Perdiguère, a été réalisée en 1817 par Friedrich Parrot et Pierre Barrau. En 1881, les premières du Cap du Seil de la Baque (3 110 m) et du pic du Port d’Oo, ou pic Jean Arlaud (3 065 m), sont effectuées par Henri Brulle, Jean Bazillac, Célestin Passet et Pierre Bordenave.

## Activités humaines

### Protection
Le côté nord français comprend deux zones naturelles d'intérêt écologique, faunistique et floristique (ZNIEFF) continentales de type 1 abritant plusieurs espèces endémiques des Pyrénées. Il s'agit de la « ZNIEFF 730003064 - Haute montagne en Haute-Garonne », zone centrée sur le massif de Perdiguère, et de la « ZNIEFF 730011099 - Massifs du Luchonnais et du Larboust », zone plus étendue comprenant la vallée du Larboust plus au nord.
Le côté sud espagnol est entièrement inclus dans le parc naturel de Posets-Maladeta qui, avec une superficie de 33 440 ha, englobe aussi les massifs adjacents des Posets et de la Maladeta. Le parc fait partie du réseau l'Union internationale pour la conservation de la nature dans la catégorie V ou « aire protégée gérée principalement dans le but d'assurer la conservation de paysages terrestres ou marins et à des fins récréatives ».

### Randonnées

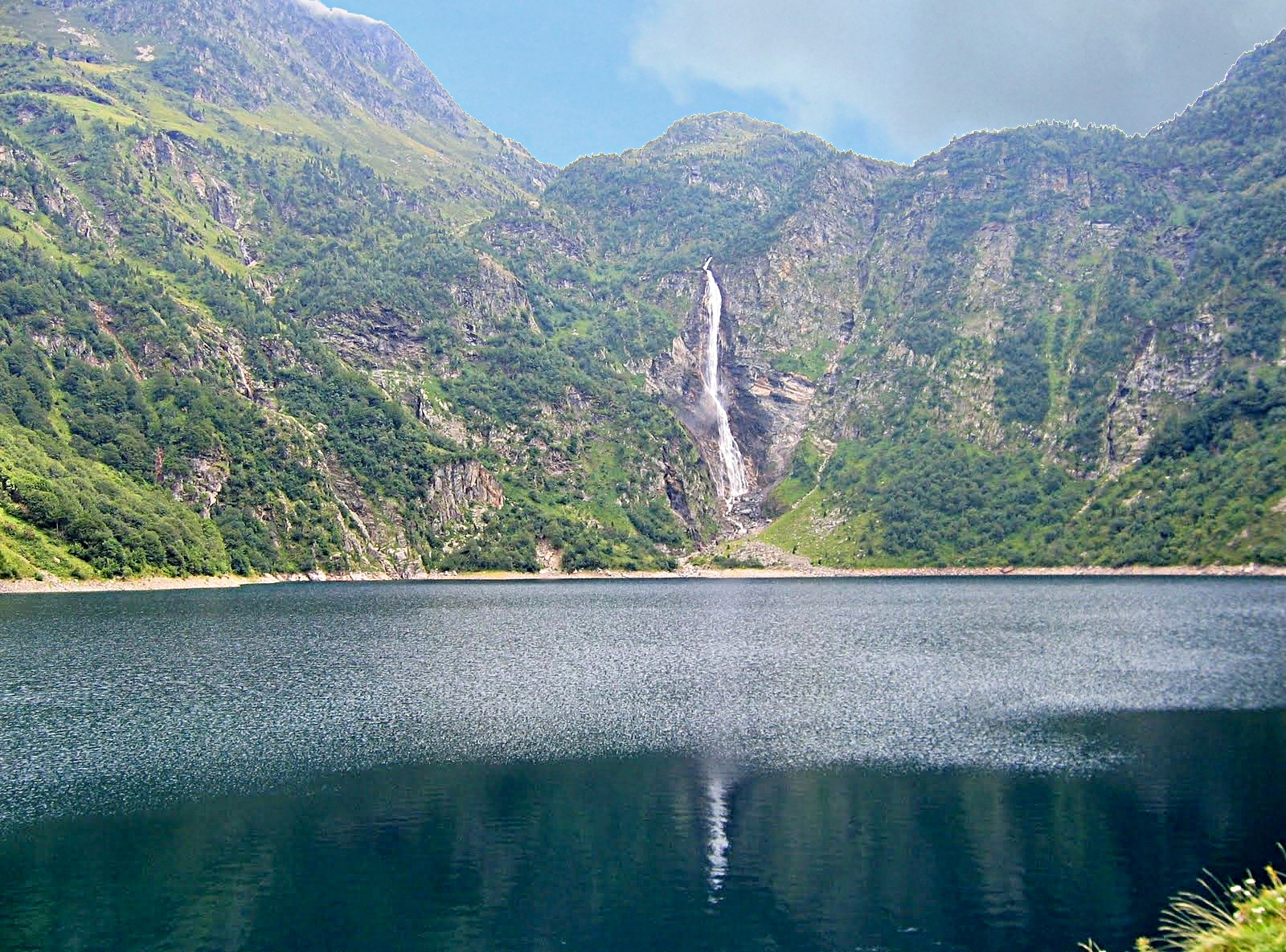
Le lac d'Oô et la cascade de la Neste d'Oô.

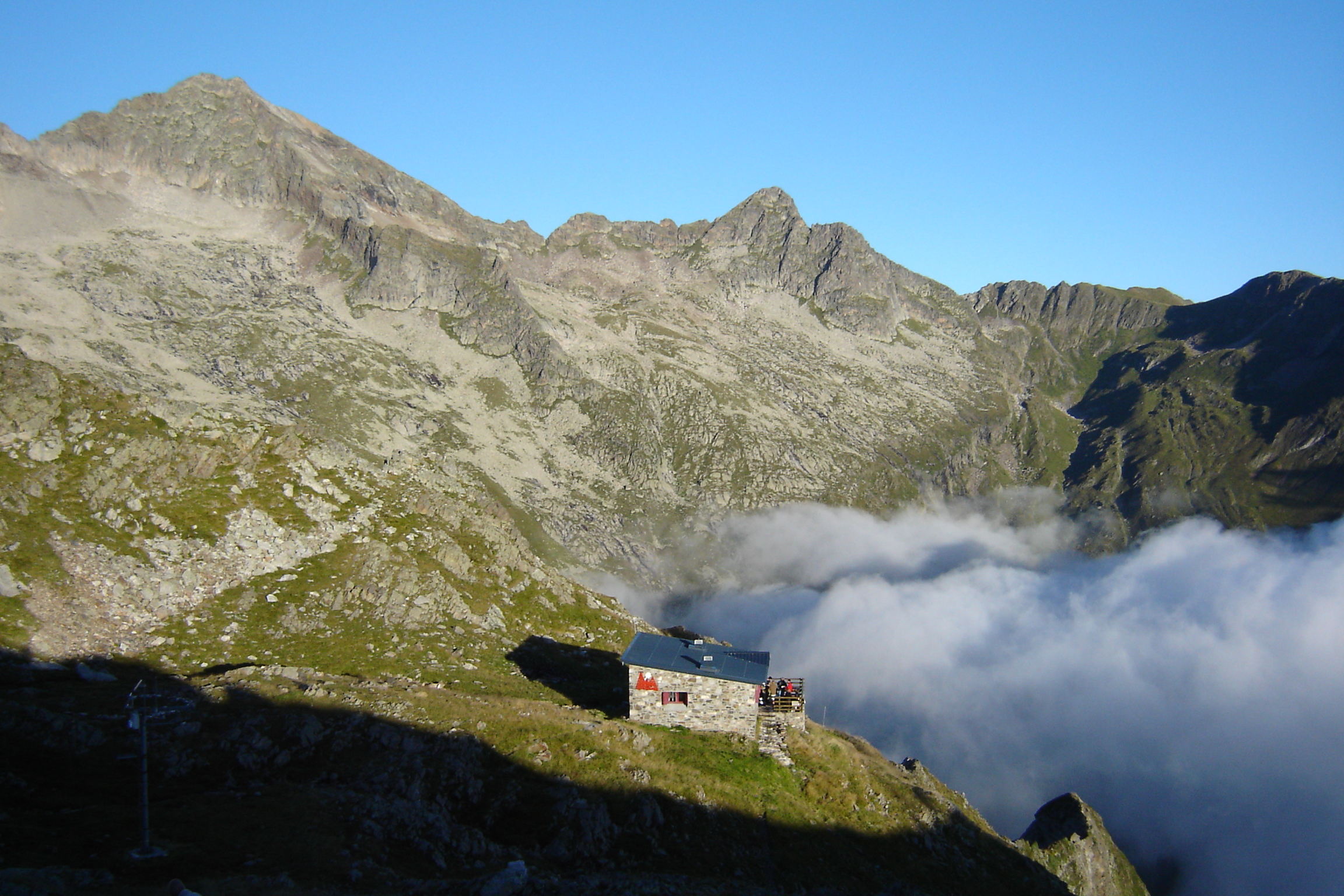
Le refuge du Maupas et le cirque des Crabioules, avec le Grand Quayrat en fond.

Côté français, il existe au moins 3 itinéraires classiques pour monter aux plus haut sommets. La randonnée la plus directe est celle du centre : elle consiste à monter depuis la vallée de Luchon et la commune d'Oô, en suivant la Neste d'Oô, aux lacs d'Oô, puis d'Espingo, Saussat et enfin du Portillon. À partir de là, on peut accéder sur la crête de la frontière franco-espagnole soit à l'ouest par le pic des Gourgs-Blancs, soit au centre en remontant le vallon supérieur de Literole jusqu'au col supérieur de Literole (3 049 m) et le pic Perdiguère, soit encore à l'est en gravissant le vallon inférieur de Literole jusqu'au col inférieur de Literole (2 983 m) pour ensuite arriver à la pointe de Literole ou au pic des Crabioules.
L'itinéraire de l'ouest consiste à venir depuis la vallée du Louron, remonter le cours de la Neste du Louron jusqu'au refuge de la Soula. De là, un sentier va au lac de Pouchergues et un autre au lac de Caillauas puis au pic des Spijeoles ou au pic des Gourgs-Blancs.
L'itinéraire de l'est passe par la vallée de Luchon puis la vallée du Lis pour monter jusqu'au refuge du Maupas. De là, un chemin gravit le cirque des Crabioules jusqu'au col des Crabioules 3 012 m sur la crête, puis le pic des Crabioules ou le pic de Maupas.
Parallèlement, le GR 10 traverse côté nord, en longitude, les parties basses du massif : on peut partir de Loudenvielle et marcher jusqu'au lac d'Oô puis la station de ski de Superbagnères, pour enfin redescendre sur Bagnères-de-Luchon.
Côté espagnol, l'itinéraire remonte le long de la vallée d'Estós en suivant le GR 11 espagnol.

### Économie

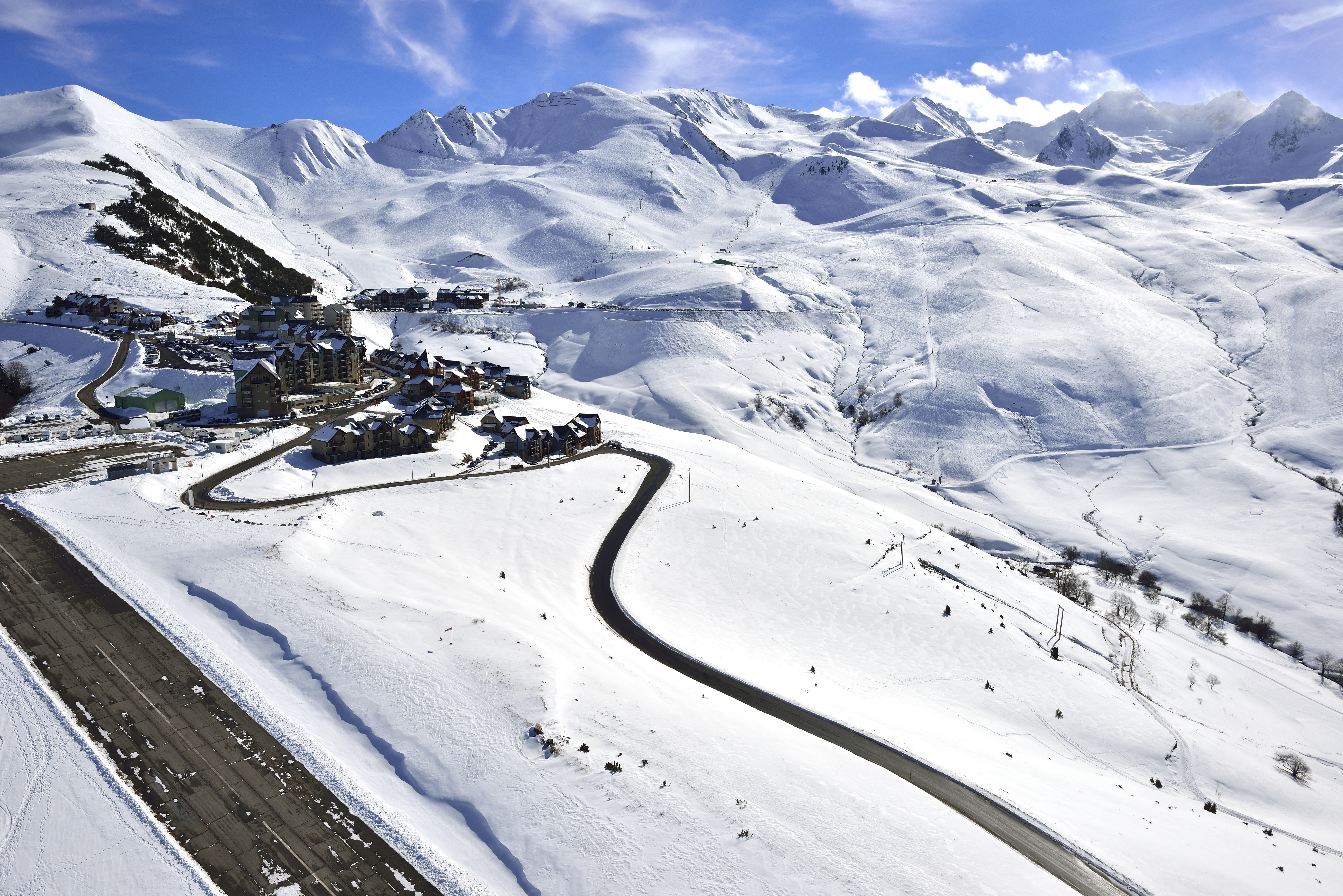
Domaine skiable de Peyragudes.

La zone basse du massif est pastorale avec l'estive de bovins, consacrée à la production de viande (« veau élevé sous la mère ») ou de fromage comme la tomme des Pyrénées.
Les stations de sports d'hiver de Peyragudes et Luchon-Superbagnères se trouvent respectivement aux extrémités nord-ouest et nord-est du massif.
La zone est aussi touristique avec le lac d'Oô et l'attrait des hauts sommets pyrénéens. Par exemple, la Compagnie des guides de Luchon organise régulièrement des sorties vers les « 3 000 » du Luchonnais (Spijeoles, Perdiguère, Crabioules, Lézat, Quayrat et Maupas). Les activités proposées vont des stages d'initiation ou de progression en escalade ou en alpinisme, des sorties canyonisme, des randonnées en haute et moyenne montagne, de l'escalade glaciaire, de la raquette à neige et du ski de randonnée.